# Lauri Nevalainen
Lauri Armas Nevalainen (Kotka, 24 de enero de 1927-Kotka, 31 de julio de 2005) fue un deportista finlandés que compitió en remo. Participó en los Juegos Olímpicos de Helsinki 1952, obteniendo una medalla de bronce en la prueba de cuatro sin timonel.

## Palmarés internacional
| Juegos Olímpicos | Juegos Olímpicos     | Juegos Olímpicos  | Juegos Olímpicos   |
| Año              | Lugar                | Medalla           | Prueba             |
| ---------------- | -------------------- | ----------------- | ------------------ |
| 1952             | Helsinki (Finlandia) | Medalla de bronce | Cuatro sin timonel |